# Ralston (Nebraska)
Ralston es una ciudad ubicada en el condado de Douglas en el estado estadounidense de Nebraska. En el Censo de 2010 tenía una población de 5943 habitantes y una densidad poblacional de 1.391,51 personas por km².

## Geografía
Ralston se encuentra ubicada en las coordenadas 41°12′0″N 96°2′16″O / 41.20000, -96.03778. Según la Oficina del Censo de los Estados Unidos, Ralston tiene una superficie total de 4.27 km², de la cual 4.26 km² corresponden a tierra firme y (0.3%) 0.01 km² es agua.

## Demografía
Según el censo de 2010, había 5943 personas residiendo en Ralston. La densidad de población era de 1.391,51 hab./km². De los 5943 habitantes, Ralston estaba compuesto por el 89.69% blancos, el 2.61% eran afroamericanos, el 0.35% eran amerindios, el 0.77% eran asiáticos, el 0.03% eran isleños del Pacífico, el 4.61% eran de otras razas y el 1.94% pertenecían a dos o más razas. Del total de la población el 10.03% eran hispanos o latinos de cualquier raza.